# Gà Re
Gà Re, còn gọi là gà Hrê, là một giống gà đặc sản, quý hiếm, có từ xa xưa của dân tộc Hrê ở huyện Ba Tơ, tỉnh Quảng Ngãi. Đây là nguồn gen vật nuôi quý, hiếm có nguy cơ tuyệt chủng ở Việt Nam.

## Một số đặc điểm
Lông có màu lông đẹp, nhiều màu sắc, thịt chắc, thơm, dai; thân gà nhỏ, khối lượng trưởng thành 1,2 kg/con.
Gà chủ yếu được nuôi chăn thả, có tập tính siêng kiếm ăn quanh vườn, không chịu ở yên một chỗ.
Thời gian nuôi lâu, từ 6- 12 tháng mới ăn thịt.
So với các giống gà thông thường khác, gà Re có giá ban cao hơn gấp đôi (giá bán trên thị trường 120.000 – 150.000 đồng/kg) nên cho hiệu quả kinh tế.